# دشتامین (تاجیکستان)
دشت امین (به لاتین: Dashtamin) یک منطقهٔ مسکونی در تاجیکستان است که در ولایت سغد واقع شده‌است.